# Schlatt-Haslen
Schlatt-Haslen ist ein Bezirk im Kanton Appenzell Innerrhoden in der Ostschweiz.

## Gliederung des Bezirks
Schlatt-Haslen umfasst die Gegend östlich der Hundwiler Höhi und reicht bis zum Rotbach mit den Dörfern Haslen, Schlatt und Enggenhütten. Zu Schlatt-Haslen gehört gemäss einem Entscheid aus dem Jahre 1870 als Exklave im Kanton Appenzell Ausserrhoden (Gemeinde Teufen AR) auch das Kloster Wonnenstein.

## Geschichte

Historisches Luftbild aus 500 m von Walter Mittelholzer von 1923

Der Bezirk entstand 1873 aus der Rhode Schlatt rechts und einem Teil der Halbrhode Rinkenbach links der Sitter. Seither wird in Haslen die Gemeindeversammlung des Bezirks abgehalten, seit 1992 ist es Verwaltungssitz.
→ siehe auch Abschnitt Geschichte im Artikel Schlatt AI

→ siehe auch Abschnitt Geschichte im Artikel Haslen AI

→ siehe auch Abschnitt Geschichte im Artikel Enggenhütten

## Bevölkerung
| Jahr      | 1880  | 1900  | 1950  | 2000  | 2010  | 2020  |       |
| Einwohner | 1417  | 1383  | 1329  | 1146  | 1135  | 1126  |       |
| Quelle    | [ 5 ] | [ 5 ] | [ 5 ] | [ 5 ] | [ 5 ] | [ 6 ] | [ 6 ] |

## Wirtschaft
Noch immer ist das Erwerbsleben in Schlatt-Haslen auf die Land- und Forstwirtschaft ausgerichtet. Lebensgrundlage bildeten lange hauptsächlich Milch- und Viehwirtschaft, daneben in klimatisch günstigen Lagen auch Obstbau. Bis weit ins 20. Jahrhundert blühte die Handstickerei als Nebenerwerb der Bäuerinnen. Ab der zweiten Hälfte des 20. Jahrhunderts siedelten sich Handwerks- und Gewerbebetriebe an. Einige davon richteten sich 1990 in den Räumen der ehemaligen Bleicherei ein, die 1906 in Betrieb genommen worden war.

## Verkehr
Der Bezirk ist durch die Strasse Teufen–Appenzell erschlossen, die mit der Rotbachbrücke das Rotbachtobel überquert und dann über Haslen nach Süden in Richtung Appenzell führt. Im südwestlichen Teil des Bezirks verläuft die Enggenhüttenstrasse, welche Hundwil mit Appenzell verbindet.

## Sehenswürdigkeiten
- Kirche St. Josef in Schlatt
- Kirche Maria Hilf in Haslen AI

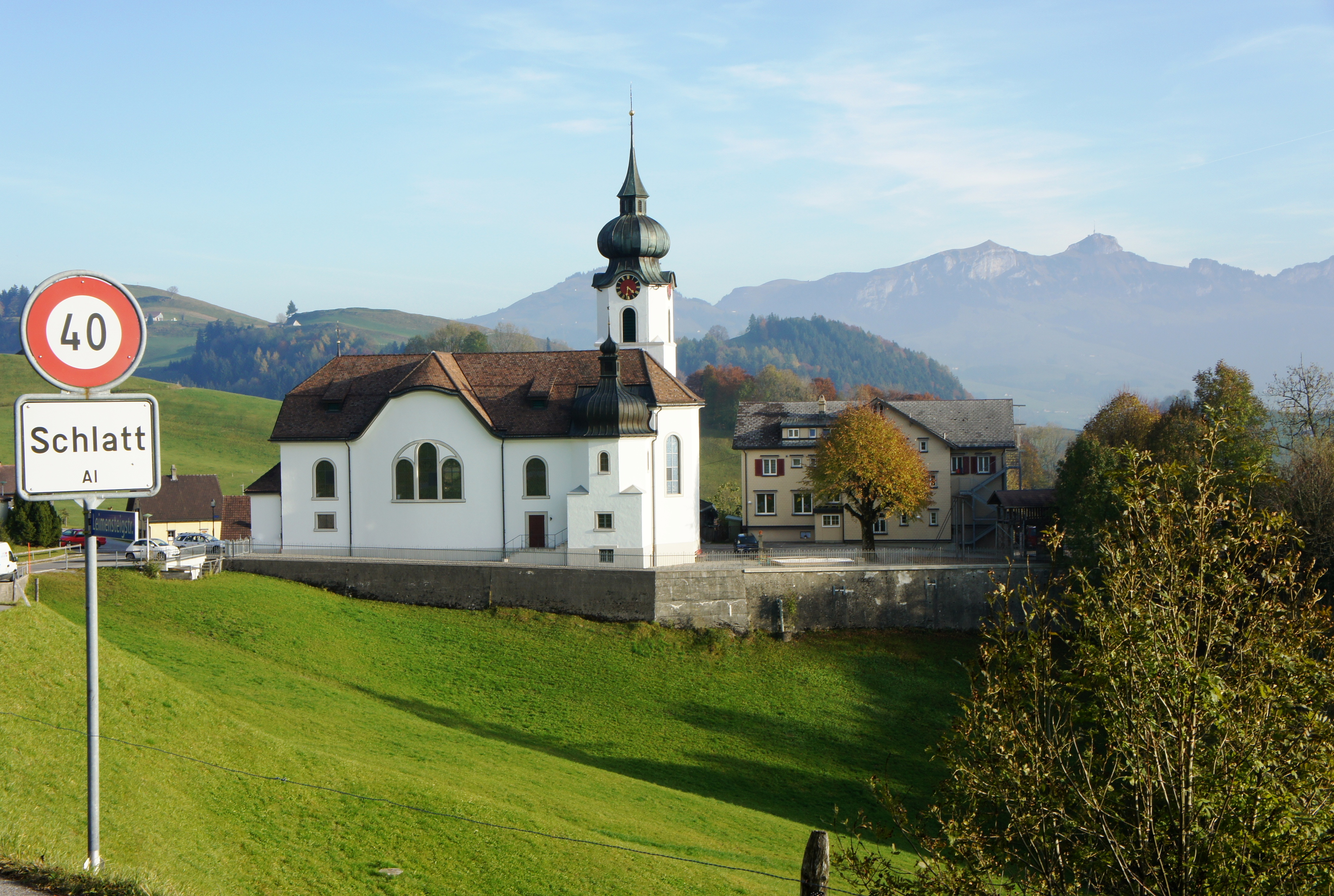
Die Kirche in Schlatt
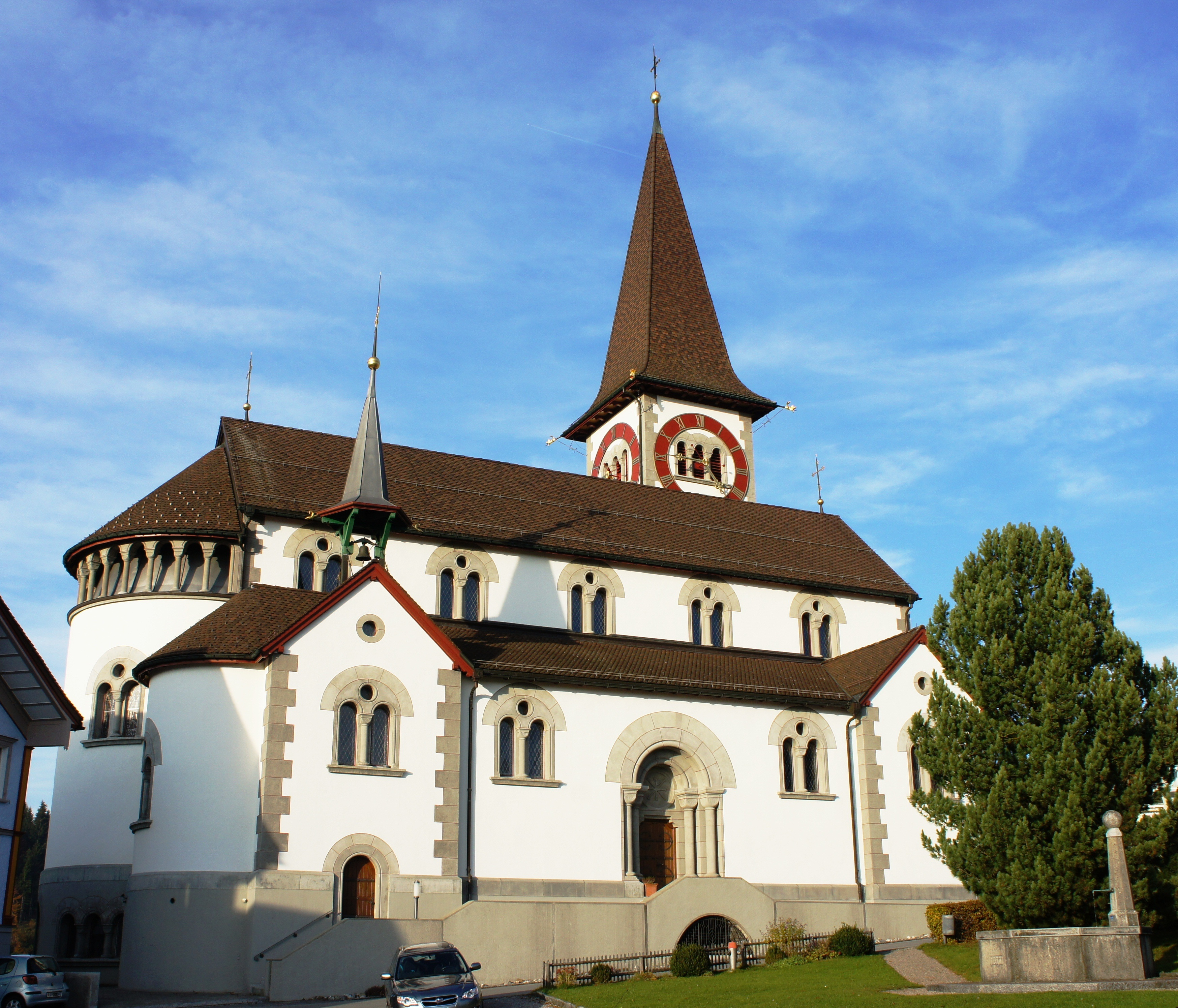
Die Kirche Maria Hilf in Haslen

## Persönlichkeiten
- Franz Anton Heim  (1830–1890), in Haslen geborener Maler
- Franz Stark (1916–1991), in Enggenhütten geborener römisch-katholischer Geistlicher und promovierter Historiker